# كاسيا بايك
كاسيا بايك (من مواليد 27 ديسمبر 2000) هي لاعبة كرة قدم محترفة ويلزية هي مهاجمة في نادي ليفربول لكرة القدم للسيدات في الدوري الإنجليزي الممتاز.

## النشأة
ولدت بايك في بورثمادوج، ويلز. درست بايك المستوى 3 من تطوير التدريب واللياقة البدنية في Coleg Menai.

## مسيرة النادي
انضمت بايك إلى ليفربول في سن التاسعة وظلت هناك منذ ذلك الحين.
شاركت بايك مع الفريق الأول في موسم 2017/18. ظهرت لأول مرة في 5 ديسمبر 2017 في مبارة ذهاب ضد سندرلاند ولكن خسروا 1-0. ظهرة بايك لأول مرة على أرض النادي في مبارة ضد أكاديمية برستول ولكنهم فازوا 2-0.

## الإحصائيات

### النادي
| النادي                          | الموسم  | الدوري                           | الدوري | الدوري | كأس الدوري | كأس الدوري | كأس الاتحاد الإنجليزي | كأس الاتحاد الإنجليزي | المجموع | المجموع |
| النادي                          | الموسم  | قسم                              | مشاركة | أهداف  | مشاركة     | أهداف      | مشاركة                | أهداف                 | مشاركة  | أهداف   |
| ------------------------------- | ------- | -------------------------------- | ------ | ------ | ---------- | ---------- | --------------------- | --------------------- | ------- | ------- |
| نادي ليفربول لكرة القدم للسيدات | 2017-18 | الدوري الإنجليزي الممتاز للسيدات | 1      | 0      | 0          | 0          | 1                     | 0                     | 2       | 0       |